# 金裳鳳蝶
金裳鳳蝶（學名：Troides aeacus，別名：黃裙鳳蝶、恆春金鳳蝶、黃下鳳蝶、金鳥蝶、金裳翼鳳蝶等）在台灣又名黃裳鳳蝶，是屬於鳳蝶科的一種蝴蝶，是裳鳳蝶屬的一種，並演化出5個亞種，是全臺灣體型最大的蝴蝶。
分佈範圍位於東洋界的熱帶及亞熱帶廣泛地區，包括印度次大陸之印度北部及尼泊爾至東南亞之馬來半島及台灣一帶中至低海拔地區。模式產地為印度東北部之卡西丘陵。在中國大陆及台灣等地都受到不同法例及名錄保護。
成蟲全年可見，飛行形態華美觸目，愛訪花。雄雌異形，雌蝶通常較雄蝶大型，後翅黃色斑紋差別明顯，雌蝶後翅金黃色斑塊内沿翅室内側有排淚滴形黑斑，雄蝶則否。幼蟲的寄主主要為有毒性的馬兜鈴科馬兜鈴屬各種植物。

## 語源
拉丁學名的種名「aeacus」源自古希臘語「Αἰακός」，即艾亞哥斯（Aeacus），是希臘神話中宙斯之子。

## 分佈
- 原生物種[2]：孟加拉、不丹、柬埔寨、中國大陆（西藏、甘肅、重慶、江西、陝西、四川、雲南、浙江、福建、廣東、廣西、海南）、香港、印度錫金邦、老撾、馬來西亞馬來半島、緬甸、尼泊爾、台灣、泰國、越南
- 外來物種[9]：日本

## 保護
- 國際自然保護聯盟瀕危物種紅色名錄（IUCN）：無危物種[2]
- 國際貿易公約（CITES）：附錄Ⅱ分級之瀕危野生動物，屬於目前無滅絕危機，但管制其國際貿易的物種[1]
- 中华人民共和国原國家林業局通过行政命令将其列入《國家保護的有益的或者有重要經濟、科學研究價值的陸生野生動物名錄》[5]
- 中华民国行政院農業委員會依据《野生動物保育法》将其列为第Ⅲ級保育物種[6]

## 形態

### 幼期
卵呈橙黃色，卵殼厚，表面的有雌蝶的分泌物，使外表油亮、光滑。幼蟲體型大，體色為黃褐色配黑條紋，肉棘末端粉紅色；終齡幼蟲腹側白色，斜帶上方有粉紅色肉棘，頭部上方的黃色「V」形構造為臭角。前蛹外型比終齡幼蟲短胖，身上有一條黑褐色的絲帶。蛹體色為黃褐色，背面有一塊明顯的黃色斑紋，體側桃紅色條紋，胸背有箭頭狀突起，從腹面觀看時像是捲曲的枯葉，而腹面褐色的細紋，如同葉片的葉脈。

### 成蟲

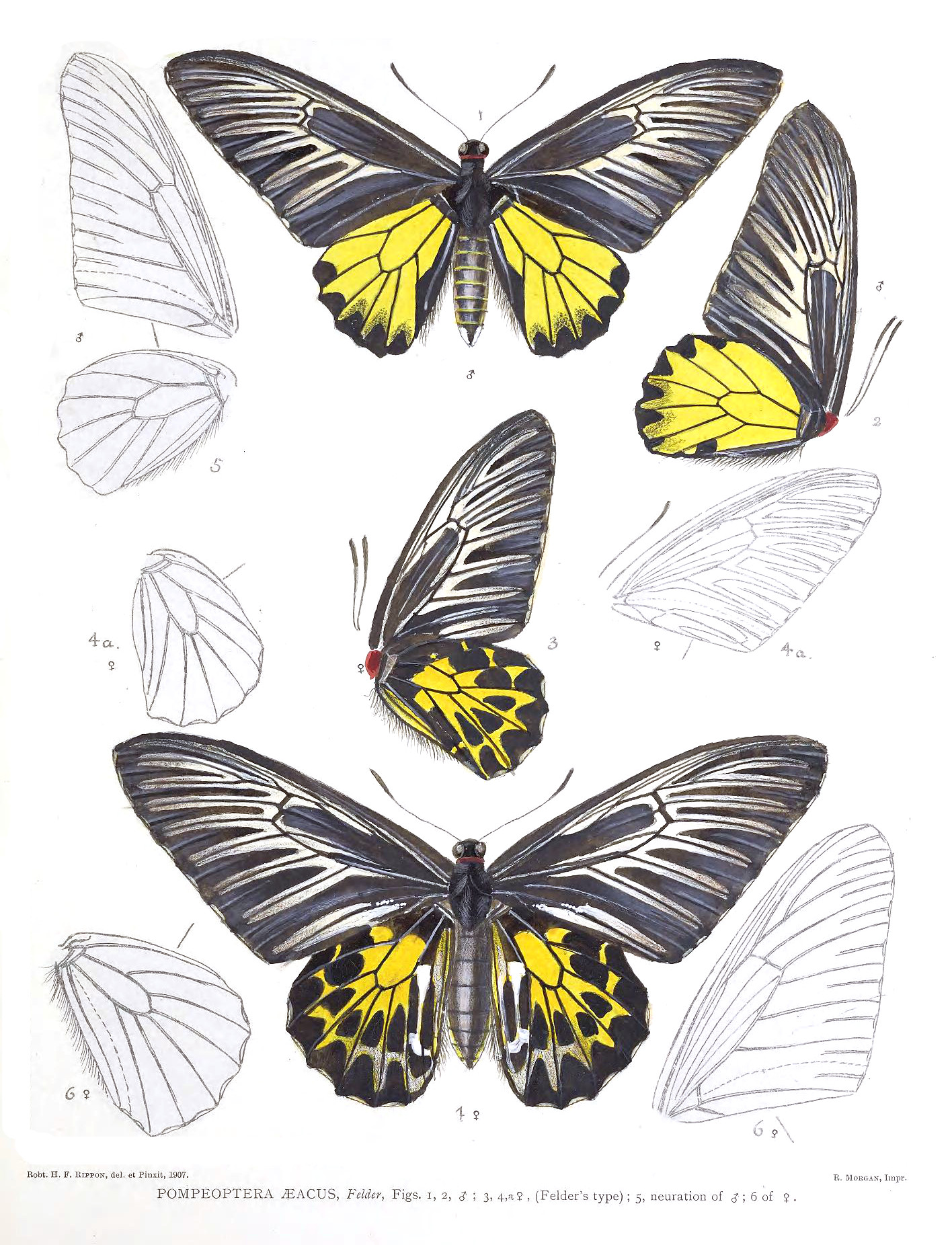
金裳鳳蝶的形態畫像

雄雌異形。兩性頭、胸皆呈黑色，前胸背板生有一環紅毛，翅基生有紅色長毛。雄蝶腹部背面為黑色，中央有一片灰色毛鱗，各腹節末端有黃色細環；腹部側面及腹面底色為黃色，前端生有紅色長毛，腹部側面有一列由黑色斑點形成的縱走斑列，抱器外側呈白色。雄蝶後翅除翅脈，外緣及内緣仍為黑色以外有一大塊半透明金黃色斑塊，内緣褶内密生灰白色綿毛。
雌蝶體型比蝶大很多，腹部背面為黑色；腹部側面及腹面底色為黃色，腹部側面亦有一列黑色斑點，腹面為黃色而有黑色斑列，使翅脈內的黃色部份似字母「A」的大寫，又似小玉西瓜的切面，所以又稱牠為「小玉」。翅底色為黑色，前翅沿翅脈兩側形成灰白色條紋。後翅外緣及内緣的黑色部分較雄蝶範圍廣，金黃色斑塊内於各翅室内側有一明顯黑斑。

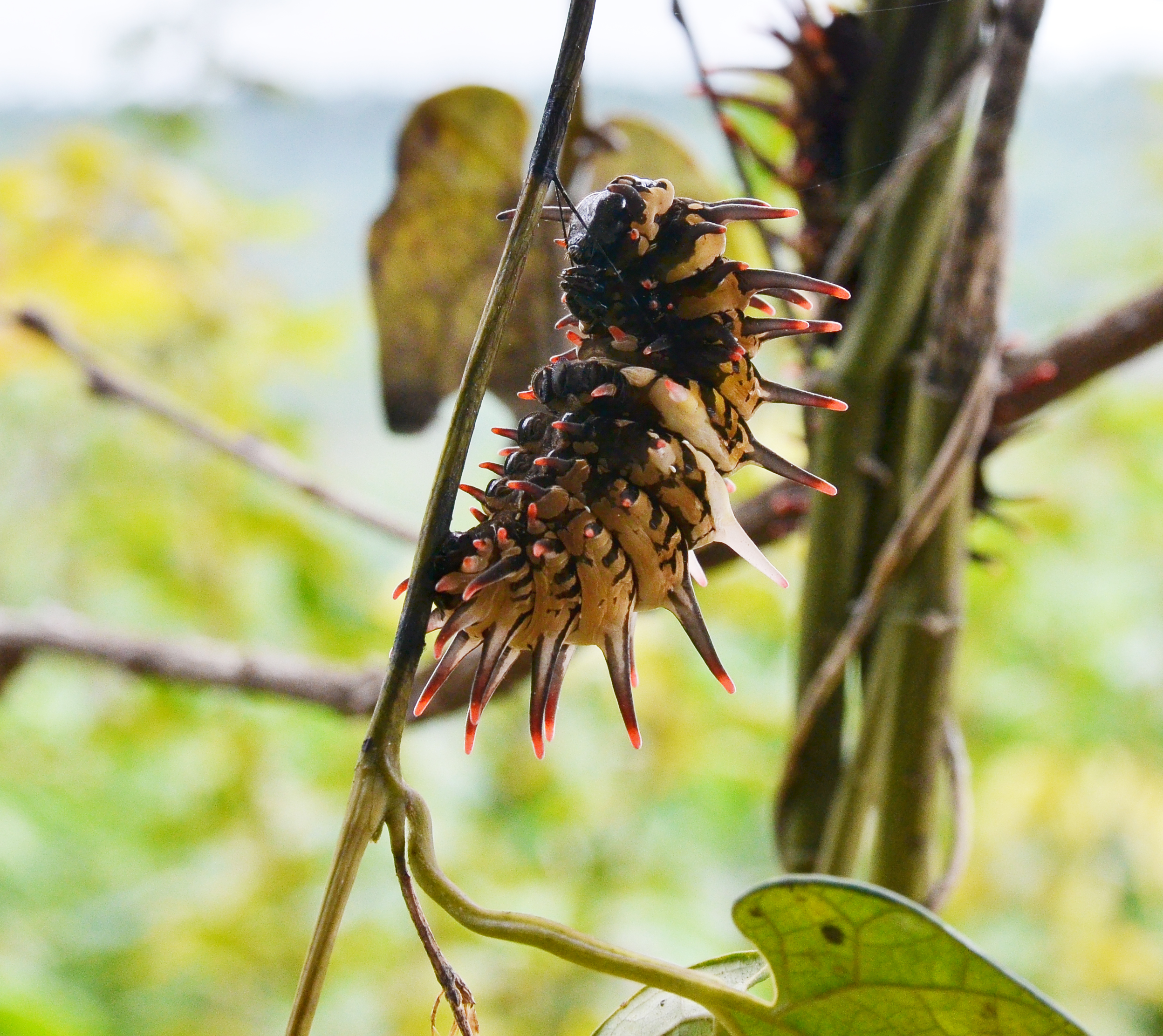
幼蟲全身長滿肉棘
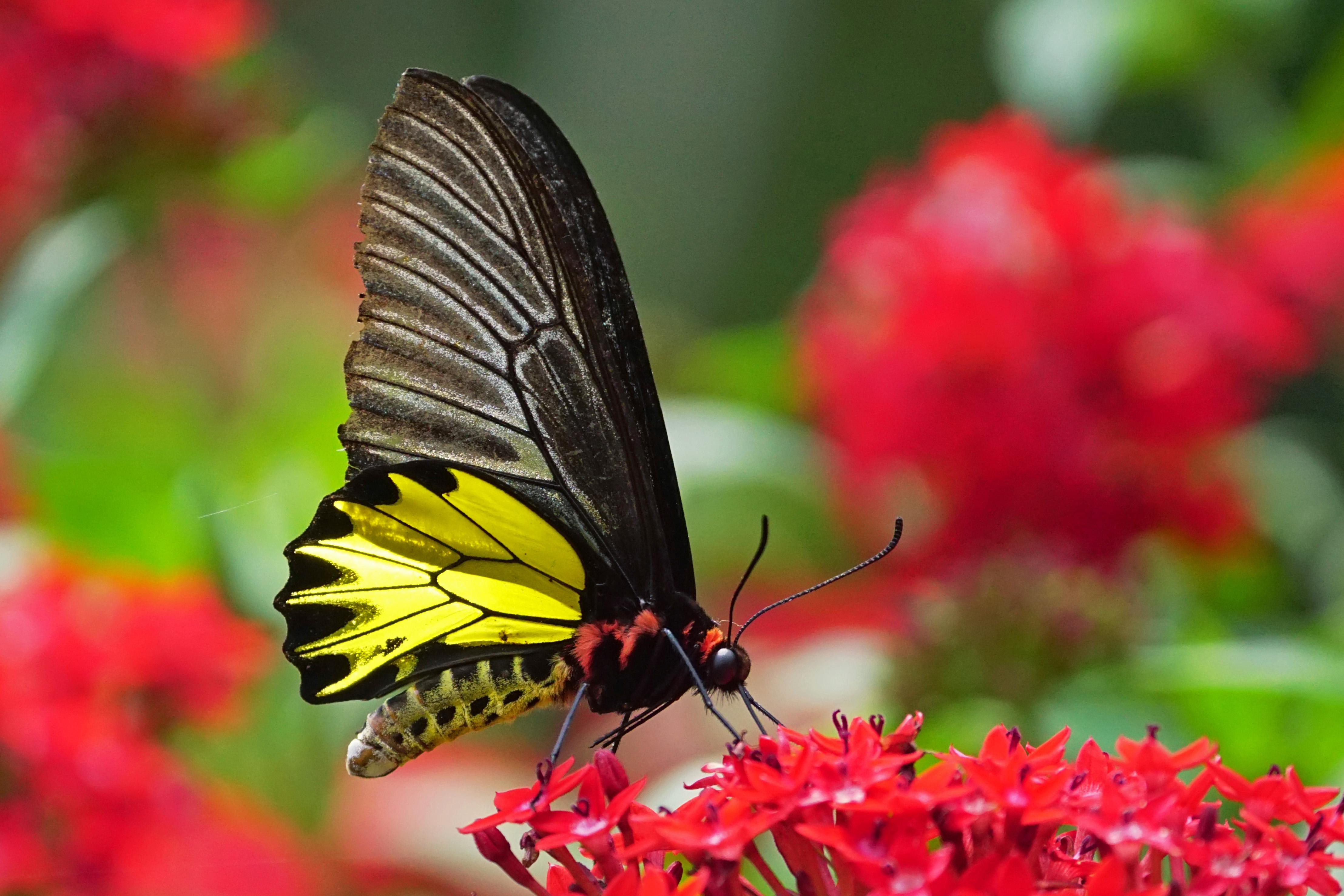
訪花
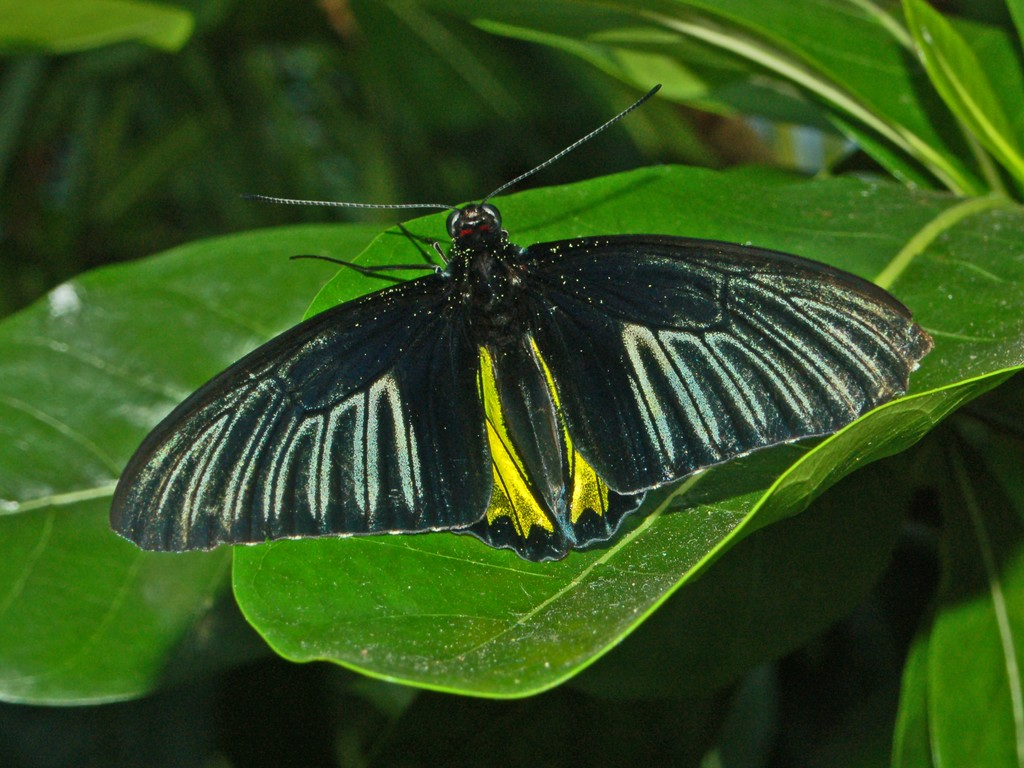
停棲
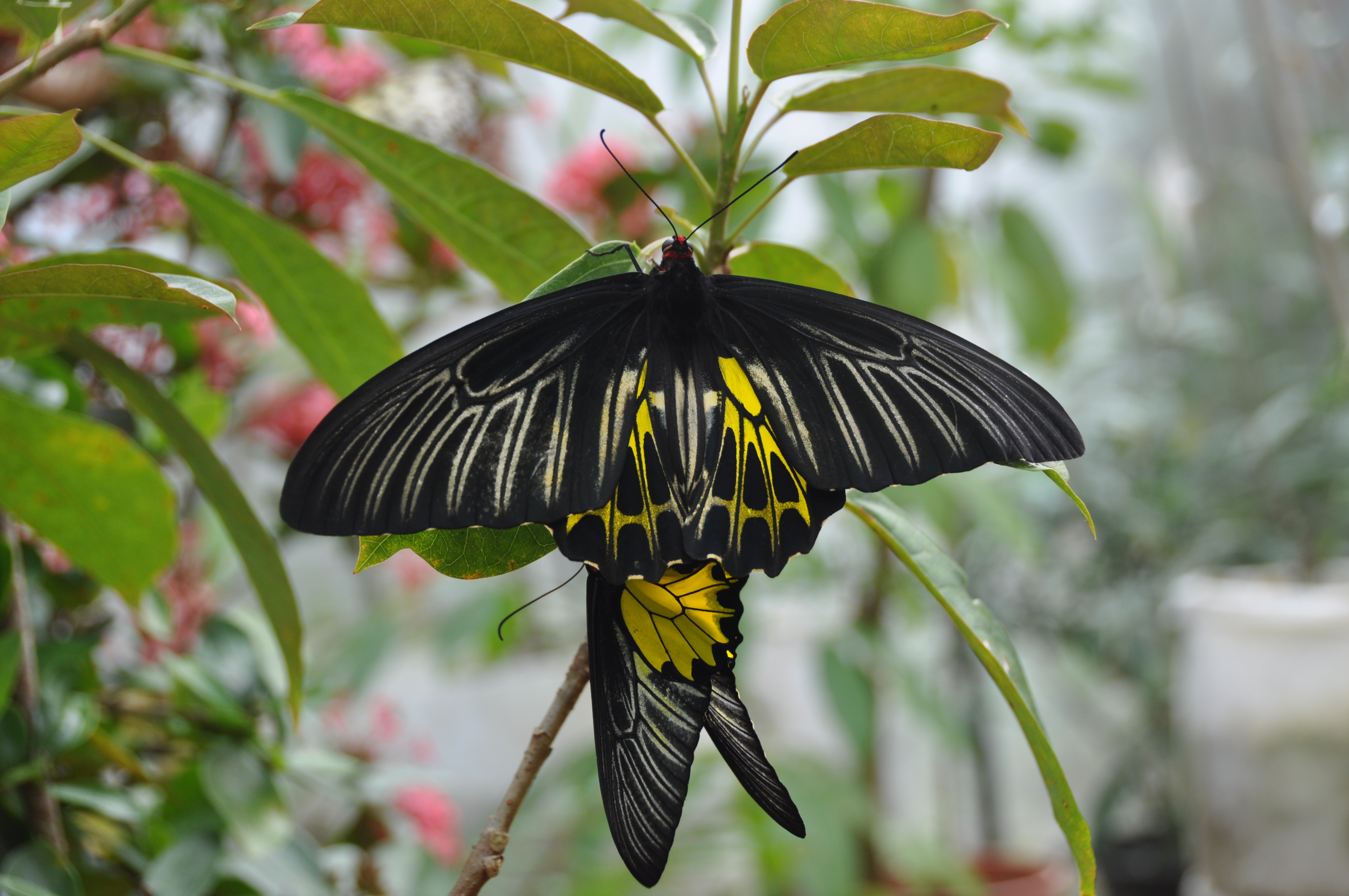
交尾

## 習性

### 幼期
幼蟲取食寄主植物的葉片，牠的寄主為有毒性的馬兜鈴科植物，包括：
| 植物物種              | 植物物種                    | 取食地區 | 取食地區 | 取食地區 | 取食地區 | 取食地區 | 取食地區 |
| 植物物種              | 植物物種                    | 中國大陆 | 台灣     | 香港     | 老撾     | 印度     | 馬來半島 |
| --------------------- | --------------------------- | -------- | -------- | -------- | -------- | -------- | -------- |
| 馬兜鈴屬 Aristolochia | 北馬兜鈴 A. contorta        | ✓        |          |          |          |          |          |
| 馬兜鈴屬 Aristolochia | 馬兜鈴 A. debilis           | ✓        |          |          |          |          |          |
| 馬兜鈴屬 Aristolochia | 大葉馬兜鈴 A. heterophylla  | ✓        | ✓        |          |          |          |          |
| 馬兜鈴屬 Aristolochia | 東北馬兜鈴 A. mandshurensis | ✓        |          |          |          |          |          |
| 馬兜鈴屬 Aristolochia | 耳葉馬兜鈴 A. tagala        | ✓        | ✓        | ✓        | ✓        |          |          |
| 馬兜鈴屬 Aristolochia | 港口馬兜鈴 A. zollingeriana |          | ✓        |          |          |          |          |
| 馬兜鈴屬 Aristolochia | 福氏馬兜鈴 A. fordiana      |          |          | ✓        |          |          |          |
| 馬兜鈴屬 Aristolochia | A. pothieri                 |          |          |          | ✓        |          |          |
| 馬兜鈴屬 Aristolochia | A. dilatata                 |          |          |          |          | ✓        |          |
| 馬兜鈴屬 Aristolochia | A. indica                   |          |          |          |          | ✓        |          |
| 馬兜鈴屬 Aristolochia | 西藏馬兜鈴 A. griffithii    | ?        | ?        | ?        | ?        | ?        | ?        |
| 線果兜鈴屬 Thottea    | T. corymbosa                |          |          |          |          |          | ✓        |
| 線果兜鈴屬 Thottea    | T. dependens                |          |          |          |          |          | ✓        |

許多種類的蝶卵都有被卵寄生蜂寄生的狀況，但是金裳鳳蝶的卵因卵殼厚，所以幾乎不曾見過遭到寄生的卵，但是幼蟲和蛹都有觀察到被寄生蜂或寄生蠅寄生的情況。終齡幼蟲食量也相當高，只要雌蝶在寄主植物附近產下數顆卵，孵化的幼蟲就會把馬兜鈴的葉片全部吃光。在較寒冷而有分佈的地區會以蛹的形態越冬。

### 成蟲
一年多代。全年四季可見。主要出沒於海拔0-1000米地區的常綠闊葉林、熱帶季風林和海岸林。會訪花。雄蝶飛行快速，好於樹冠上徘徊盤旋和滑翔；雌蝶飛翔緩慢，多半棲息在闊葉林林内。
雌蝶喜歡選擇向上攀爬在其他植物上的馬兜鈴植株產卵，所以即便地上長了鋪滿地表的馬兜鈴，也不曾見到有本種幼蟲利用或是雌蝶來產卵。

## 亞種
- T. a. aeacus

- 指名亞種，分佈於尼泊爾、不丹、印度阿薩姆邦、中南半島至中國南部及馬來半島
- T. a. formosanus Rothschild, 1899

- 台灣亞種，分佈於台灣及日本
- T. a. malaiianus Fruhstorfer, 1902

- 分佈於泰國北部至馬來半島南部
- T. a. insularis Ney, 1905

- 分佈於蘇門答臘東北部
- T. a. szechwanus Okano & Okano, 1983

- 分佈於中國西部及海南

## 文獻
- Bates, H.W.,1875 : Diurnal Lepidoptera of Siam. in Thomson, John, The Straits of Malacca, Indo-China and China, or ten year's travels, adventures and residence abroad. London. xv + 546pp, 25 pls, 4 maps (8vo).
- Rothschild, 1895, A revision of the Papilios of the Eastern Hemisphere, exclusive of Africa Novit. Zool. 2 (3): 223
- Fruhstorfer, H.,1913 : Neue Indo-Australiche Rhopaloceren. Deut. ent. Zeit. [Iris] 27(3):130-139.
- D'Abrera, B., 1982. Butterflies of the Oriental Region, Part I Papilionidae, Pieridae, Danaidae: pp. xxi+ 1-244. Hill House, Melbourne.
- Wynter-Blyth, 1957. Butterflies of the Indian Region (1982 Reprint), 372
- Okano, M. & T. Okano,1983 : Two new subspecies of the genus Troides Hubner (Lepidoptera: Papilionidae). Artes Liberales 32:189-192, 2 pls.
- 周尧. . 中國: 河南科学技术出版社. 1999-10-01. ISBN 9787534923043 （中文（繁體））.
- Dong, S. Y., Jiang, G. F., Liu, G., Hong, F., & Xu, Y. F. 2019. The complete mitochondrial genome of the Golden Birdwing butterfly Troides aeacus: insights into phylogeny and divergence times of the superfamily Papilionoidea. bioRxiv, 529347. （英文）

## 外部連結
- 维基共享资源上的相關多媒體資源：金裳鳳蝶
- 維基物種上的相關：金裳鳳蝶
- Troides aeacus aeacus （页面存档备份，存于） - Butterflies in Indo-China （英文）
- Troides aeacus （页面存档备份，存于） - funet.fi （英文）